# Topilo
Topillë en albanais et Topilo en serbe latin (en serbe cyrillique : Топило) est une localité du Kosovo située dans la commune/municipalité de Shtime/Štimlje, district de Ferizaj/Uroševac (Kosovo) ou district de Kosovo (Serbie). Selon le recensement kosovar de 2011, elle compte 99 habitants, tous albanais.

## Histoire
Sur le territoire du village se trouve une forteresse datant de l'Antiquité tardive et du Moyen Âge ; mentionnée par l'Académie serbe des sciences et des arts, elle est inscrite sur la liste des monuments culturels du Kosovo.

## Démographie

### Évolution historique de la population dans la localité
| 1948 | 1953 | 1961 | 1971 | 1981 | 1991 | 2011 |
| ---- | ---- | ---- | ---- | ---- | ---- | ---- |
| 308  | 388  | 380  | 467  | 401  | 412  | 99   |

|  |